# Letse ijshockeyploeg (mannen)
De Letse ijshockeyploeg is een team van ijshockeyers dat Letland vertegenwoordigt bij internationale wedstrijden en staat regelmatig in de top 10 van de IIHF-wereldranglijst.